# Volta a la Gran Bretanya 2022
La Volta a la Gran Bretanya 2022, 18a edició del Volta a la Gran Bretanya, s'havia de disputar inicialment entre el 4 i l'11 de setembre de 2022 sobre un recorregut de 1.352,1 km repartits entre vuit etapes. Amb tot, la mort d'Elisabet II el 8 de setembre provocà la suspensió de les tres darreres etapes, per la qual cosa el recorregut quedà reduït a 856,4 km. La cursa formava part del calendari de l'UCI ProSeries 2022, amb una categoria 2.Pro.
Amb la suspensió de les tres darreres etapes es va decidir que Gonzalo Serrano (Movistar Team), líder de la cursa a la fi de la cinquea etapa, fos el vencedor final. L'acompanyaren al podi el britànic Tom Pidcock (Ineos Grenadiers) i el també espanyol Omar Fraile (Ineos Grenadiers).

## Equips
L'organització convidà a prendre part en la cursa a divuit equips: sis equips UCI WorldTeams, sis UCI ProTeams, cinc equips continentals i una selecció nacional:
| WorldTeams (5)- Bora-Hansgrohe - Ineos Grenadiers - Israel-Premier Tech - Movistar Team - Team DSM ProTeams (6)- Bardiani-CSF-Faizanè - Bingoal Pauwels Sauces WB - Caja Rural-Seguros RGA - Human Powered Health - Sport Vlaanderen-Baloise - Uno-X Pro Cycling Team Equips continentals (6)- Global 6 Cycling - Team Qhubeka - Saint Piran - Ribble Weldtite Pro Cycling - WiV SunGod - Trinity Racing Equip nacional- Gran Bretanya |
| |

## Etapes
| Etapa    | Data      | Ciutats d'etapa                | type                    | Distància (km) | Desnivell (m) | Vencedor de l'etapa       | Líder de la general       |
| -------- | --------- | ------------------------------ | ----------------------- | -------------- | ------------- | ------------------------- | ------------------------- |
| 1a etapa | 4 de set  | Aberdeen – Glenshee Ski Centre | etapa de mitja muntanya | 181,3          | 2.309 m       | Corbin Strong             | Corbin Strong             |
| 2a etapa | 5 de set  | Hawick – Duns                  | etapa accidentada       | 175,2          | 1.965 m       | Cees Bol                  | Corbin Strong             |
| 3a etapa | 6 de set  | Durham – Sunderland            | etapa accidentada       | 163,6          | 2.002 m       | Kamiel Bonneu             | Benjamin Perry            |
| 4a etapa | 7 de set  | Redcar – Duncombe Park Lodge   | etapa de mitja muntanya | 149,5          | 2.223 m       | Gonzalo Serrano Rodríguez | Gonzalo Serrano Rodríguez |
| 5a etapa | 8 de set  | West Bridgford – Mansfield     | etapa plana             | 186,8          | 1.421 m       | Jordi Meeus               | Gonzalo Serrano Rodríguez |
| 6a etapa | 9 de set  | Tewkesbury – Gloucester        | etapa accidentada       | 170,9          | 1.867 m       | suspesa                   |                           |
| 7a etapa | 10 de set | West Bay – Ferndown            | etapa accidentada       | 175,9          | 1.986 m       | suspesa                   |                           |
| 8a etapa | 11 de set | Ryde – The Needles             | etapa de mitja muntanya | 148,9          | 1.828 m       | suspesa                   |                           |

### Etapa 1
| \| Classificació de l'etapa \| Classificació de l'etapa \| Classificació de l'etapa \| Classificació de l'etapa \| Classificació de l'etapa \| \| Corredor \| Corredor \| Equip \| Temps \| \| \| ------------------------ \| -------------------------- \| ------------------------ \| ------------------------ \| ------------------------ \| \| 1r \| Corbin Strong \| Israel-Premier Tech \| 4h 36' 37" \| \| \| 2n \| Omar Fraile Matarranz \| Ineos Grenadiers \| + 0" \| \| \| 3r \| Anders Halland Johannessen \| Uno-X Pro Cycling Team \| + 0" \| \| \| 4t \| Gonzalo Serrano Rodríguez \| Movistar Team \| + 0" \| \| \| 5è \| Thomas Pidcock \| Ineos Grenadiers \| + 0" \| \| \| 6è \| Dylan Teuns \| Israel-Premier Tech \| + 0" \| \| \| 7è \| Filippo Fiorelli \| Bardiani CSF Faizanè \| + 0" \| \| \| 8è \| Oscar Onley \| Team DSM \| + 0" \| \| \| 9è \| Anthon Charmig \| Uno-X Pro Cycling Team \| + 0" \| \| \| 10è \| Filippo Zana \| Bardiani CSF Faizanè \| + 0" \| \| |                            |                        |            |
| |                            |                        |            |
| Font: ProCyclingStats |                            |                        |            |
| Classificació de l'etapa |                            |                        |            |
| Corredor | Corredor                   | Equip                  | Temps      |
| 1r | Corbin Strong              | Israel-Premier Tech    | 4h 36' 37" |
| 2n | Omar Fraile Matarranz      | Ineos Grenadiers       | + 0"       |
| 3r | Anders Halland Johannessen | Uno-X Pro Cycling Team | + 0"       |
| 4t | Gonzalo Serrano Rodríguez  | Movistar Team          | + 0"       |
| 5è | Thomas Pidcock             | Ineos Grenadiers       | + 0"       |
| 6è | Dylan Teuns                | Israel-Premier Tech    | + 0"       |
| 7è | Filippo Fiorelli           | Bardiani CSF Faizanè   | + 0"       |
| 8è | Oscar Onley                | Team DSM               | + 0"       |
| 9è | Anthon Charmig             | Uno-X Pro Cycling Team | + 0"       |
| 10è | Filippo Zana               | Bardiani CSF Faizanè   | + 0"       |

| \| Classificació general \| Classificació general \| Classificació general \| Classificació general \| Classificació general \| \| Corredor \| Corredor \| Equip \| Temps \| \| \| --------------------- \| -------------------------- \| ---------------------- \| --------------------- \| --------------------- \| \| 1r \| Corbin Strong \| Israel-Premier Tech \| 4h 36' 27" \| \| \| 2n \| Omar Fraile Matarranz \| Ineos Grenadiers \| + 4" \| \| \| 3r \| Anders Halland Johannessen \| Uno-X Pro Cycling Team \| + 6" \| \| \| 4t \| Gonzalo Serrano Rodríguez \| Movistar Team \| + 10" \| \| \| 5è \| Thomas Pidcock \| Ineos Grenadiers \| + 10" \| \| \| 6è \| Dylan Teuns \| Israel-Premier Tech \| + 10" \| \| \| 7è \| Filippo Fiorelli \| Bardiani CSF Faizanè \| + 10" \| \| \| 8è \| Oscar Onley \| Team DSM \| + 10" \| \| \| 9è \| Anthon Charmig \| Uno-X Pro Cycling Team \| + 10" \| \| \| 10è \| Filippo Zana \| Bardiani CSF Faizanè \| + 10" \| \| |                            |                        |            |
| |                            |                        |            |
| Font: ProCyclingStats |                            |                        |            |
| Classificació general |                            |                        |            |
| Corredor | Corredor                   | Equip                  | Temps      |
| 1r | Corbin Strong              | Israel-Premier Tech    | 4h 36' 27" |
| 2n | Omar Fraile Matarranz      | Ineos Grenadiers       | + 4"       |
| 3r | Anders Halland Johannessen | Uno-X Pro Cycling Team | + 6"       |
| 4t | Gonzalo Serrano Rodríguez  | Movistar Team          | + 10"      |
| 5è | Thomas Pidcock             | Ineos Grenadiers       | + 10"      |
| 6è | Dylan Teuns                | Israel-Premier Tech    | + 10"      |
| 7è | Filippo Fiorelli           | Bardiani CSF Faizanè   | + 10"      |
| 8è | Oscar Onley                | Team DSM               | + 10"      |
| 9è | Anthon Charmig             | Uno-X Pro Cycling Team | + 10"      |
| 10è | Filippo Zana               | Bardiani CSF Faizanè   | + 10"      |

### Etapa 2
| \| Classificació de l'etapa \| Classificació de l'etapa \| Classificació de l'etapa \| Classificació de l'etapa \| Classificació de l'etapa \| \| Corredor \| Corredor \| Equip \| Temps \| \| \| ------------------------ \| ------------------------ \| ------------------------- \| ------------------------ \| ------------------------ \| \| 1r \| Cees Bol \| Team DSM \| 4h 08' 35" \| \| \| 2n \| Jake Stewart \| Gran Bretanya \| + 0" \| \| \| 3r \| Corbin Strong \| Israel-Premier Tech \| + 0" \| \| \| 4t \| Stanisław Aniołkowski \| Bingoal Pauwels Sauces WB \| + 0" \| \| \| 5è \| Luke Lamperti \| Trinity Racing \| + 0" \| \| \| 6è \| Kenneth Van Rooy \| Sport Vlaanderen-Baloise \| + 0" \| \| \| 7è \| Thomas Pidcock \| Ineos Grenadiers \| + 0" \| \| \| 8è \| Eduard Prades i Reverter \| Caja Rural-Seguros RGA \| + 0" \| \| \| 9è \| Jim Brown \| WiV SunGod \| + 0" \| \| \| 10è \| Martin Marcellusi \| Bardiani CSF Faizanè \| + 0" \| \| |                          |                           |            |
| |                          |                           |            |
| Font: ProCyclingStats |                          |                           |            |
| Classificació de l'etapa |                          |                           |            |
| Corredor | Corredor                 | Equip                     | Temps      |
| 1r | Cees Bol                 | Team DSM                  | 4h 08' 35" |
| 2n | Jake Stewart             | Gran Bretanya             | + 0"       |
| 3r | Corbin Strong            | Israel-Premier Tech       | + 0"       |
| 4t | Stanisław Aniołkowski    | Bingoal Pauwels Sauces WB | + 0"       |
| 5è | Luke Lamperti            | Trinity Racing            | + 0"       |
| 6è | Kenneth Van Rooy         | Sport Vlaanderen-Baloise  | + 0"       |
| 7è | Thomas Pidcock           | Ineos Grenadiers          | + 0"       |
| 8è | Eduard Prades i Reverter | Caja Rural-Seguros RGA    | + 0"       |
| 9è | Jim Brown                | WiV SunGod                | + 0"       |
| 10è | Martin Marcellusi        | Bardiani CSF Faizanè      | + 0"       |

| \| Classificació general \| Classificació general \| Classificació general \| Classificació general \| Classificació general \| \| Corredor \| Corredor \| Equip \| Temps \| \| \| --------------------- \| -------------------------- \| ------------------------ \| --------------------- \| --------------------- \| \| 1r \| Corbin Strong \| Israel-Premier Tech \| 8h 44' 58" \| \| \| 2n \| Jake Stewart \| Gran Bretanya \| + 8" \| \| \| 3r \| Omar Fraile Matarranz \| Ineos Grenadiers \| + 8" \| \| \| 4t \| Anders Halland Johannessen \| Uno-X Pro Cycling Team \| + 10" \| \| \| 5è \| Thomas Pidcock \| Ineos Grenadiers \| + 14" \| \| \| 6è \| Gonzalo Serrano Rodríguez \| Movistar Team \| + 14" \| \| \| 7è \| Kenneth Van Rooy \| Sport Vlaanderen-Baloise \| + 14" \| \| \| 8è \| Felix Großschartner \| Bora-Hansgrohe \| + 14" \| \| \| 9è \| Eduard Prades i Reverter \| Caja Rural-Seguros RGA \| + 14" \| \| \| 10è \| Filippo Fiorelli \| Bardiani CSF Faizanè \| + 14" \| \| |                            |                          |            |
| |                            |                          |            |
| Font: ProCyclingStats |                            |                          |            |
| Classificació general |                            |                          |            |
| Corredor | Corredor                   | Equip                    | Temps      |
| 1r | Corbin Strong              | Israel-Premier Tech      | 8h 44' 58" |
| 2n | Jake Stewart               | Gran Bretanya            | + 8"       |
| 3r | Omar Fraile Matarranz      | Ineos Grenadiers         | + 8"       |
| 4t | Anders Halland Johannessen | Uno-X Pro Cycling Team   | + 10"      |
| 5è | Thomas Pidcock             | Ineos Grenadiers         | + 14"      |
| 6è | Gonzalo Serrano Rodríguez  | Movistar Team            | + 14"      |
| 7è | Kenneth Van Rooy           | Sport Vlaanderen-Baloise | + 14"      |
| 8è | Felix Großschartner        | Bora-Hansgrohe           | + 14"      |
| 9è | Eduard Prades i Reverter   | Caja Rural-Seguros RGA   | + 14"      |
| 10è | Filippo Fiorelli           | Bardiani CSF Faizanè     | + 14"      |

### Etapa 3
| \| Classificació de l'etapa \| Classificació de l'etapa \| Classificació de l'etapa \| Classificació de l'etapa \| Classificació de l'etapa \| \| Corredor \| Corredor \| Equip \| Temps \| \| \| ------------------------ \| ------------------------- \| ------------------------- \| ------------------------ \| ------------------------ \| \| 1r \| Kamiel Bonneu \| Sport Vlaanderen-Baloise \| 4h 05' 33" \| \| \| 2n \| Benjamin Perry \| WiV SunGod \| + 0" \| \| \| 3r \| Alexander Richardson \| Saint Piran \| + 2" \| \| \| 4t \| Mathijs Paasschens \| Bingoal Pauwels Sauces WB \| + 4" \| \| \| 5è \| Jordi Meeus \| Bora-Hansgrohe \| + 7" \| \| \| 6è \| Jake Stewart \| Gran Bretanya \| + 7" \| \| \| 7è \| Samuel Watson \| Gran Bretanya \| + 7" \| \| \| 8è \| Gonzalo Serrano Rodríguez \| Movistar Team \| + 7" \| \| \| 9è \| Marius Mayrhofer \| Team DSM \| + 7" \| \| \| 10è \| Kenneth Van Rooy \| Sport Vlaanderen-Baloise \| + 7" \| \| |                           |                           |            |
| |                           |                           |            |
| Font: ProCyclingStats |                           |                           |            |
| Classificació de l'etapa |                           |                           |            |
| Corredor | Corredor                  | Equip                     | Temps      |
| 1r | Kamiel Bonneu             | Sport Vlaanderen-Baloise  | 4h 05' 33" |
| 2n | Benjamin Perry            | WiV SunGod                | + 0"       |
| 3r | Alexander Richardson      | Saint Piran               | + 2"       |
| 4t | Mathijs Paasschens        | Bingoal Pauwels Sauces WB | + 4"       |
| 5è | Jordi Meeus               | Bora-Hansgrohe            | + 7"       |
| 6è | Jake Stewart              | Gran Bretanya             | + 7"       |
| 7è | Samuel Watson             | Gran Bretanya             | + 7"       |
| 8è | Gonzalo Serrano Rodríguez | Movistar Team             | + 7"       |
| 9è | Marius Mayrhofer          | Team DSM                  | + 7"       |
| 10è | Kenneth Van Rooy          | Sport Vlaanderen-Baloise  | + 7"       |

| \| Classificació general \| Classificació general \| Classificació general \| Classificació general \| Classificació general \| \| Corredor \| Corredor \| Equip \| Temps \| \| \| --------------------- \| -------------------------- \| ------------------------- \| --------------------- \| --------------------- \| \| 1r \| Benjamin Perry \| WiV SunGod \| 12h 50' 31" \| \| \| 2n \| Corbin Strong \| Israel-Premier Tech \| + 7" \| \| \| 3r \| Mathijs Paasschens \| Bingoal Pauwels Sauces WB \| + 11" \| \| \| 4t \| Jake Stewart \| Gran Bretanya \| + 15" \| \| \| 5è \| Omar Fraile Matarranz \| Ineos Grenadiers \| + 15" \| \| \| 6è \| Anders Halland Johannessen \| Uno-X Pro Cycling Team \| + 17" \| \| \| 7è \| Gonzalo Serrano Rodríguez \| Movistar Team \| + 21" \| \| \| 8è \| Thomas Pidcock \| Ineos Grenadiers \| + 21" \| \| \| 9è \| Kenneth Van Rooy \| Sport Vlaanderen-Baloise \| + 21" \| \| \| 10è \| Filippo Fiorelli \| Bardiani CSF Faizanè \| + 21" \| \| |                            |                           |             |
| |                            |                           |             |
| Font: ProCyclingStats |                            |                           |             |
| Classificació general |                            |                           |             |
| Corredor | Corredor                   | Equip                     | Temps       |
| 1r | Benjamin Perry             | WiV SunGod                | 12h 50' 31" |
| 2n | Corbin Strong              | Israel-Premier Tech       | + 7"        |
| 3r | Mathijs Paasschens         | Bingoal Pauwels Sauces WB | + 11"       |
| 4t | Jake Stewart               | Gran Bretanya             | + 15"       |
| 5è | Omar Fraile Matarranz      | Ineos Grenadiers          | + 15"       |
| 6è | Anders Halland Johannessen | Uno-X Pro Cycling Team    | + 17"       |
| 7è | Gonzalo Serrano Rodríguez  | Movistar Team             | + 21"       |
| 8è | Thomas Pidcock             | Ineos Grenadiers          | + 21"       |
| 9è | Kenneth Van Rooy           | Sport Vlaanderen-Baloise  | + 21"       |
| 10è | Filippo Fiorelli           | Bardiani CSF Faizanè      | + 21"       |

### Etapa 4
| \| Classificació de l'etapa \| Classificació de l'etapa \| Classificació de l'etapa \| Classificació de l'etapa \| Classificació de l'etapa \| \| Corredor \| Corredor \| Equip \| Temps \| \| \| ------------------------ \| ------------------------- \| ------------------------- \| ------------------------ \| ------------------------ \| \| 1r \| Gonzalo Serrano Rodríguez \| Movistar Team \| 3h 40' 38" \| \| \| 2n \| Thomas Pidcock \| Ineos Grenadiers \| + 0" \| \| \| 3r \| Dylan Teuns \| Israel-Premier Tech \| + 0" \| \| \| 4t \| Omar Fraile Matarranz \| Ineos Grenadiers \| + 1" \| \| \| 5è \| Mathijs Paasschens \| Bingoal Pauwels Sauces WB \| + 13" \| \| \| 6è \| Samuel Watson \| Gran Bretanya \| + 13" \| \| \| 7è \| Kenneth Van Rooy \| Sport Vlaanderen-Baloise \| + 13" \| \| \| 8è \| Enrico Battaglin \| Bardiani CSF Faizanè \| + 13" \| \| \| 9è \| Jack Rootkin-Gray \| Saint Piran \| + 13" \| \| \| 10è \| Corbin Strong \| Israel-Premier Tech \| + 13" \| \| |                           |                           |            |
| |                           |                           |            |
| Font: ProCyclingStats |                           |                           |            |
| Classificació de l'etapa |                           |                           |            |
| Corredor | Corredor                  | Equip                     | Temps      |
| 1r | Gonzalo Serrano Rodríguez | Movistar Team             | 3h 40' 38" |
| 2n | Thomas Pidcock            | Ineos Grenadiers          | + 0"       |
| 3r | Dylan Teuns               | Israel-Premier Tech       | + 0"       |
| 4t | Omar Fraile Matarranz     | Ineos Grenadiers          | + 1"       |
| 5è | Mathijs Paasschens        | Bingoal Pauwels Sauces WB | + 13"      |
| 6è | Samuel Watson             | Gran Bretanya             | + 13"      |
| 7è | Kenneth Van Rooy          | Sport Vlaanderen-Baloise  | + 13"      |
| 8è | Enrico Battaglin          | Bardiani CSF Faizanè      | + 13"      |
| 9è | Jack Rootkin-Gray         | Saint Piran               | + 13"      |
| 10è | Corbin Strong             | Israel-Premier Tech       | + 13"      |

| \| Classificació general \| Classificació general \| Classificació general \| Classificació general \| Classificació general \| \| Corredor \| Corredor \| Equip \| Temps \| \| \| --------------------- \| ------------------------- \| ------------------------- \| --------------------- \| --------------------- \| \| 1r \| Gonzalo Serrano Rodríguez \| Movistar Team \| 16h 31' 15" \| \| \| 2n \| Thomas Pidcock \| Ineos Grenadiers \| + 7" \| \| \| 3r \| Omar Fraile Matarranz \| Ineos Grenadiers \| + 7" \| \| \| 4t \| Benjamin Perry \| WiV SunGod \| + 7" \| \| \| 5è \| Dylan Teuns \| Israel-Premier Tech \| + 10" \| \| \| 6è \| Corbin Strong \| Israel-Premier Tech \| + 14" \| \| \| 7è \| Mathijs Paasschens \| Bingoal Pauwels Sauces WB \| + 18" \| \| \| 8è \| Jake Stewart \| Gran Bretanya \| + 22" \| \| \| 9è \| Magnus Sheffield \| Ineos Grenadiers \| + 24" \| \| \| 10è \| Kenneth Van Rooy \| Sport Vlaanderen-Baloise \| + 28" \| \| |                           |                           |             |
| |                           |                           |             |
| Font: ProCyclingStats |                           |                           |             |
| Classificació general |                           |                           |             |
| Corredor | Corredor                  | Equip                     | Temps       |
| 1r | Gonzalo Serrano Rodríguez | Movistar Team             | 16h 31' 15" |
| 2n | Thomas Pidcock            | Ineos Grenadiers          | + 7"        |
| 3r | Omar Fraile Matarranz     | Ineos Grenadiers          | + 7"        |
| 4t | Benjamin Perry            | WiV SunGod                | + 7"        |
| 5è | Dylan Teuns               | Israel-Premier Tech       | + 10"       |
| 6è | Corbin Strong             | Israel-Premier Tech       | + 14"       |
| 7è | Mathijs Paasschens        | Bingoal Pauwels Sauces WB | + 18"       |
| 8è | Jake Stewart              | Gran Bretanya             | + 22"       |
| 9è | Magnus Sheffield          | Ineos Grenadiers          | + 24"       |
| 10è | Kenneth Van Rooy          | Sport Vlaanderen-Baloise  | + 28"       |

### Etapa 5
| \| Classificació de l'etapa \| Classificació de l'etapa \| Classificació de l'etapa \| Classificació de l'etapa \| Classificació de l'etapa \| \| Corredor \| Corredor \| Equip \| Temps \| \| \| ------------------------ \| ------------------------ \| ------------------------- \| ------------------------ \| ------------------------ \| \| 1r \| Jordi Meeus \| Bora-Hansgrohe \| 4h 21' 46" \| \| \| 2n \| Stanisław Aniołkowski \| Bingoal Pauwels Sauces WB \| + 0" \| \| \| 3r \| Thomas Pidcock \| Ineos Grenadiers \| + 0" \| \| \| 4t \| Samuel Watson \| Gran Bretanya \| + 0" \| \| \| 5è \| Aaron Van Poucke \| Sport Vlaanderen-Baloise \| + 0" \| \| \| 6è \| Nicolò Parisini \| Team Qhubeka \| + 0" \| \| \| 7è \| Martin Marcellusi \| Bardiani CSF Faizanè \| + 0" \| \| \| 8è \| Filippo Fiorelli \| Bardiani CSF Faizanè \| + 0" \| \| \| 9è \| Corbin Strong \| Israel-Premier Tech \| + 0" \| \| \| 10è \| Jim Brown \| WiV SunGod \| + 0" \| \| |                       |                           |            |
| |                       |                           |            |
| Font: ProCyclingStats |                       |                           |            |
| Classificació de l'etapa |                       |                           |            |
| Corredor | Corredor              | Equip                     | Temps      |
| 1r | Jordi Meeus           | Bora-Hansgrohe            | 4h 21' 46" |
| 2n | Stanisław Aniołkowski | Bingoal Pauwels Sauces WB | + 0"       |
| 3r | Thomas Pidcock        | Ineos Grenadiers          | + 0"       |
| 4t | Samuel Watson         | Gran Bretanya             | + 0"       |
| 5è | Aaron Van Poucke      | Sport Vlaanderen-Baloise  | + 0"       |
| 6è | Nicolò Parisini       | Team Qhubeka              | + 0"       |
| 7è | Martin Marcellusi     | Bardiani CSF Faizanè      | + 0"       |
| 8è | Filippo Fiorelli      | Bardiani CSF Faizanè      | + 0"       |
| 9è | Corbin Strong         | Israel-Premier Tech       | + 0"       |
| 10è | Jim Brown             | WiV SunGod                | + 0"       |

| \| Classificació general \| Classificació general \| Classificació general \| Classificació general \| Classificació general \| \| Corredor \| Corredor \| Equip \| Temps \| \| \| --------------------- \| ------------------------- \| ------------------------- \| --------------------- \| --------------------- \| \| 1r \| Gonzalo Serrano Rodríguez \| Movistar Team \| 20h 53' 01" \| \| \| 2n \| Thomas Pidcock \| Ineos Grenadiers \| + 3" \| \| \| 3r \| Omar Fraile Matarranz \| Ineos Grenadiers \| + 7" \| \| \| 4t \| Benjamin Perry \| WiV SunGod \| + 7" \| \| \| 5è \| Dylan Teuns \| Israel-Premier Tech \| + 10" \| \| \| 6è \| Corbin Strong \| Israel-Premier Tech \| + 14" \| \| \| 7è \| Mathijs Paasschens \| Bingoal Pauwels Sauces WB \| + 17" \| \| \| 8è \| Jake Stewart \| Gran Bretanya \| + 22" \| \| \| 9è \| Alessandro Iacchi \| Team Qhubeka \| + 24" \| \| \| 10è \| Magnus Sheffield \| Ineos Grenadiers \| + 24" \| \| |                           |                           |             |
| |                           |                           |             |
| Font: ProCyclingStats |                           |                           |             |
| Classificació general |                           |                           |             |
| Corredor | Corredor                  | Equip                     | Temps       |
| 1r | Gonzalo Serrano Rodríguez | Movistar Team             | 20h 53' 01" |
| 2n | Thomas Pidcock            | Ineos Grenadiers          | + 3"        |
| 3r | Omar Fraile Matarranz     | Ineos Grenadiers          | + 7"        |
| 4t | Benjamin Perry            | WiV SunGod                | + 7"        |
| 5è | Dylan Teuns               | Israel-Premier Tech       | + 10"       |
| 6è | Corbin Strong             | Israel-Premier Tech       | + 14"       |
| 7è | Mathijs Paasschens        | Bingoal Pauwels Sauces WB | + 17"       |
| 8è | Jake Stewart              | Gran Bretanya             | + 22"       |
| 9è | Alessandro Iacchi         | Team Qhubeka              | + 24"       |
| 10è | Magnus Sheffield          | Ineos Grenadiers          | + 24"       |

### Etapa 6 a 8
Les etapes foren suspeses per la mort d'Elisabet II.

## Classificació final
| \| Classificació general \| Classificació general \| Classificació general \| Classificació general \| Classificació general \| \| Corredor \| Corredor \| Equip \| Temps \| \| \| --------------------- \| ------------------------- \| ------------------------- \| --------------------- \| --------------------- \| \| 1r \| Gonzalo Serrano Rodríguez \| Movistar Team \| 20h 53' 01" \| \| \| 2n \| Thomas Pidcock \| Ineos Grenadiers \| + 3" \| \| \| 3r \| Omar Fraile Matarranz \| Ineos Grenadiers \| + 7" \| \| \| 4t \| Benjamin Perry \| WiV SunGod \| + 7" \| \| \| 5è \| Dylan Teuns \| Israel-Premier Tech \| + 10" \| \| \| 6è \| Corbin Strong \| Israel-Premier Tech \| + 14" \| \| \| 7è \| Mathijs Paasschens \| Bingoal Pauwels Sauces WB \| + 17" \| \| \| 8è \| Jake Stewart \| Gran Bretanya \| + 22" \| \| \| 9è \| Alessandro Iacchi \| Team Qhubeka \| + 24" \| \| \| 10è \| Magnus Sheffield \| Ineos Grenadiers \| + 24" \| \| |                           |                           |             |
| |                           |                           |             |
| Font: ProCyclingStats |                           |                           |             |
| Classificació general |                           |                           |             |
| Corredor | Corredor                  | Equip                     | Temps       |
| 1r | Gonzalo Serrano Rodríguez | Movistar Team             | 20h 53' 01" |
| 2n | Thomas Pidcock            | Ineos Grenadiers          | + 3"        |
| 3r | Omar Fraile Matarranz     | Ineos Grenadiers          | + 7"        |
| 4t | Benjamin Perry            | WiV SunGod                | + 7"        |
| 5è | Dylan Teuns               | Israel-Premier Tech       | + 10"       |
| 6è | Corbin Strong             | Israel-Premier Tech       | + 14"       |
| 7è | Mathijs Paasschens        | Bingoal Pauwels Sauces WB | + 17"       |
| 8è | Jake Stewart              | Gran Bretanya             | + 22"       |
| 9è | Alessandro Iacchi         | Team Qhubeka              | + 24"       |
| 10è | Magnus Sheffield          | Ineos Grenadiers          | + 24"       |

## Evolució de les classificacions
| Etapa                  | Vencedor               | Classificació general | Classificació per punts | Classificació de la muntanya | Classificació dels esprints | Classificació per equips |
| ---------------------- | ---------------------- | --------------------- | ----------------------- | ---------------------------- | --------------------------- | ------------------------ |
| 1                      | Corbin Strong          | Corbin Strong         | Corbin Strong           | Stephen Bassett              | Matthew Teggart             | Uno-X Pro                |
| 2                      | Cees Bol               | Corbin Strong         | Corbin Strong           | Jacob Scott                  | Matthew Teggart             | Sport Vlaanderen-Baloise |
| 3                      | Kamiel Bonneu          | Corbin Strong         | Corbin Strong           | Jacob Scott                  | Matthew Teggart             | Sport Vlaanderen-Baloise |
| 4                      | Gonzalo Serrano        | Gonzalo Serrano       | Corbin Strong           | Mathijs Paasschens           | Matthew Teggart             | Ineos Grenadiers         |
| 5                      | Jordi Meeus            | Gonzalo Serrano       | Corbin Strong           | Mathijs Paasschens           | Matthew Teggart             | Ineos Grenadiers         |
| 6                      | suspesa                | Gonzalo Serrano       | Corbin Strong           | Mathijs Paasschens           | Matthew Teggart             | Ineos Grenadiers         |
| 7                      | suspesa                | Gonzalo Serrano       | Corbin Strong           | Mathijs Paasschens           | Matthew Teggart             | Ineos Grenadiers         |
| 8                      | suspesa                | Gonzalo Serrano       | Corbin Strong           | Mathijs Paasschens           | Matthew Teggart             | Ineos Grenadiers         |
| Classificacions finals | Classificacions finals | Gonzalo Serrano       | Corbin Strong           | Mathijs Paasschens           | Matthew Teggart             | Ineos Grenadiers         |